# Jan Opieński
Jan Onufry Opieński herbu Pniejnia (ur. 12 czerwca 1864 w Paryżu, zm. 1939 w Truskawcu) – polski lekarz, chemik, działacz społeczny, polityk narodowo-demokratyczny.

## Życiorys
W 1882 ukończył naukę w C. K. Gimnazjum św. Anny w Krakowie. Ukończył studia lekarskie na Uniwersytecie Jagiellońskim. W trakcie studiów był podskarbim Czytelni Akademickiej. 16 lipca 1888 uzyskał doktorat (jego promotorem był prof. Stanisław Ciechanowski).
Podjął pracę w służbie zdrowia w C. K. Namiestnictwie. Pełnił stanowisko lekarza powiatowego w Żółkwi. Prowadził praktykę lekarską m.in. w Krakowie, Ropczycach, Brodach i Lwowie. W latach 1907-1910 był członkiem Rady Powiatowej. Nauczał higieny w prywatnym seminarium nauczycielskim żeńskim. W 1912 był prezesem Związku Lekarzy Rządowych w Galicji. Był członkiem Wydziału „Sokoła-Macierzy”. W latach 1902-1910 prezes koła Towarzystwa Szkoły Ludowej w Żółkwi. Od 1902 do 1920 zasiadał w Zarządzie Głównym Towarzystwa Szkoły Ludowej. Należał do założyciel Stronnictwa Demokratyczno-Narodowego. Od 1904 uczestniczył w pracach Komisji Programowo-Organizacyjnej, a od 1905 zasiadał w Komitecie Głównym SDN. Był członkiem Wydziału Organizacji Narodowej IV okręgu Lwów. Około 1914 został przyjęty do Ligi Narodowej.
Podczas I wojny światowej sprawował opiekę nad uchodźcami z Galicji w obozie Choceň w Czechach. W listopadzie 1918 był uczestnikiem obrony Lwowa w służbie sanitarnej Komendy Uzupełnień „Sokoła-Macierzy”.
Po odzyskaniu przez Polskę niepodległości od 1919 był naczelnikiem Wydziału Zdrowia w Urzędzie Wojewódzkim w Lublinie. W 1923 przeszedł w stan spoczynku. W tym roku został kierownikiem Laboratorium chemiczno-lekarskiego i higieniczno-bakteriologicznego prof. Kazimierza Panka. Później przekształcił tę placówkę w Spółkę wytwórczą „Serovac” wraz z lekarzami Lesławem Węgrzynowskim, Zdzisławem Steusingiem, Rudolfem Weiglem. W spółce był kierownikiem działu chemiczno-bakteriologicznego i serologicznego analiz diagnostyczno-lekarskich. W 1924 wprowadził dział analiz sądowych jako zaprzysiężony biegły chemik. Był prezesem Towarzystwa Higienicznego i członkiem Towarzystwa Lekarskiego Lwowskiego. Działał w Polskim Towarzystwie Opieki nad Kresami i w Lidze Pomocy Społecznej. Był prezesem Rady Wojewódzkiej i członkiem Rady Naczelnej Związku Ludowo-Narodowego. Następnie członek Obozu Wielkiej Polski i od 1929 Rady Naczelnej Stronnictwa Narodowego. Kandydował w wyborach do Sejmu w 1928 i 1930. Współpracował z „Myślą Narodową”.
W 1938 obchodził 50-lecie pracy zawodowej i z tej okazji Uniwersytet Jagielloński odnowił mu doktorat medyczny.

## Rodzina
Był synem Józefa Jana Opieńskiego, powstańca krakowskiego i styczniowego, oraz Ludwiki Bronisławy Agapity z Kośmińskich. Jego bratem był kompozytor Henryk Opieński. 28 października 1893 w Kościele Mariackim w Krakowie ożenił się z Marią z Gąsiorowskich, działaczką narodową i społeczną. Miał z nią córkę Janinę po mężu Blauth, biochemiczkę i działaczkę niepodległościową. 

## Publikacje
- O przyczynach wywołujących zmiany w konsystencyi moczu (1891)
- Przyczynek do nauki o wydzielaniu się kwasów żółciowych moczem (1891)
- Cholera. Jak się objawia i jak się przed zarażeniem wystrzegać (1913)
- Uwagi semiotyczne (1929)
- Żywienie i pożywienie (1929)